# Victoria Jubilee Museum
Victoria Jubilee Museum is een museum in Vijayawada in de Indiase deelstaat Andhra Pradesh. Het museum bevindt zich in een gebouw in Indo-Europese stijl, gebouwd in 1877, het jaar waarin koningin Victoria werd uitgeroepen tot keizerin van Indië. In 1921 hield de Congrespartij hier een bijeenkomst, waar een nieuwe driekleur werd geïntroduceerd. Mahatma Gandhi droeg als symbool de charkha aan, die zijn spinnewiel representeerde. Deze vlag werd de officiële vlag van de partij.
De bescheiden collectie van het museum bestaat uit onder meer schilderijen (een groot staatsieportret van koningin Victoria en enkele kopieën van Westerse meesters), archeologische vondsten (zoals bijlen en speerpunten en terracotta figuurtjes, stenen en bronzen beelden, keramiek, celadon, bidri en een zaaltje met wapens. In de tuin bevinden zich gebeeldhouwde stenen Hindu-godenbeelden, inscripties en, in een cirkel opgesteld, grafzerken uit de zeventiende eeuw van Nederlanders die in India overleden zijn. Het museum bevindt zich aan M.G. Road.